# Anton Makarenko (Fußballspieler)
Anton „Toni“ Makarenko (ukrainisch Антон Макаренко; * 22. August 1988 in Charkiw, Ukrainische SSR, Sowjetunion) ist ein ukrainischer Fußballspieler.

## Karriere

### Verein
Makarenko begann seine Karriere beim SV Kauerhof in Sulzbach-Rosenberg, wechselte 2006 von der Jugend des 1. FC Nürnberg zum FC Augsburg, wo er zunächst in der zweiten Mannschaft zum Einsatz kam.
Seit der Saison 2007/08 stand er im Lizenzspielerkader des FCA. Am achten Spieltag der Saison bestritt Makarenko sein erstes Zweitliga-Spiel. Im Auswärtsspiel beim SC Paderborn 07 wurde er in der 35. Minute eingewechselt. Ab Januar 2009 spielte er – zunächst für ein halbes Jahr auf Leihbasis – für den SSV Reutlingen. Im Sommer 2010 wechselte er zum Drittliga-Aufsteiger SV Babelsberg, mit dem der Ukrainer in den folgenden zwei Jahren jeweils den Klassenerhalt in der 3. Liga schaffte. Nach 68 Spielen und 13 Toren für die Babelsberger wurde im Mai 2012 sein Wechsel zum Ligakonkurrenten Chemnitzer FC bekannt, wo er einen Zweijahresvertrag erhielt.
In der Drittligasaison 2014/15 spielte er für Energie Cottbus. Zur Saison 2015/16 wechselte er zur SpVgg Bayreuth in die Regionalliga Bayern und verbrachte dort sieben Jahre. Nach der Meisterschaft 2022 in der Regionalliga Bayern und dem Aufstieg in 3. Liga, beendete Makarenko seine Profikarriere. Seit Sommer 2022 läuft er in der Landesliga für den TSV Neudrossenfeld auf.

### Nationalmannschaft
Anton Makarenko spielte erstmals für die ukrainische U-21 beim 0:1 gegen Schweden und dem 2:2 gegen Schottland, direkt nachdem er im Januar 2008 aus dem Trainingslager aus Portugal zurückkehrte.

## Soziales Engagement
Zusätzlich engagiert sich Anton Makarenko seit 2013 bei Show Racism the Red Card Deutschland e. V. Im Oktober beteiligte er sich bei einem Workshop der Bildungsinitiative und berichtete den Schülern und Schülerinnen über seine eigenen Erfahrungen mit Rassismus und Diskriminierung.